# 慶祝香港回歸祖國25周年大會暨第六屆特區政府就職典禮

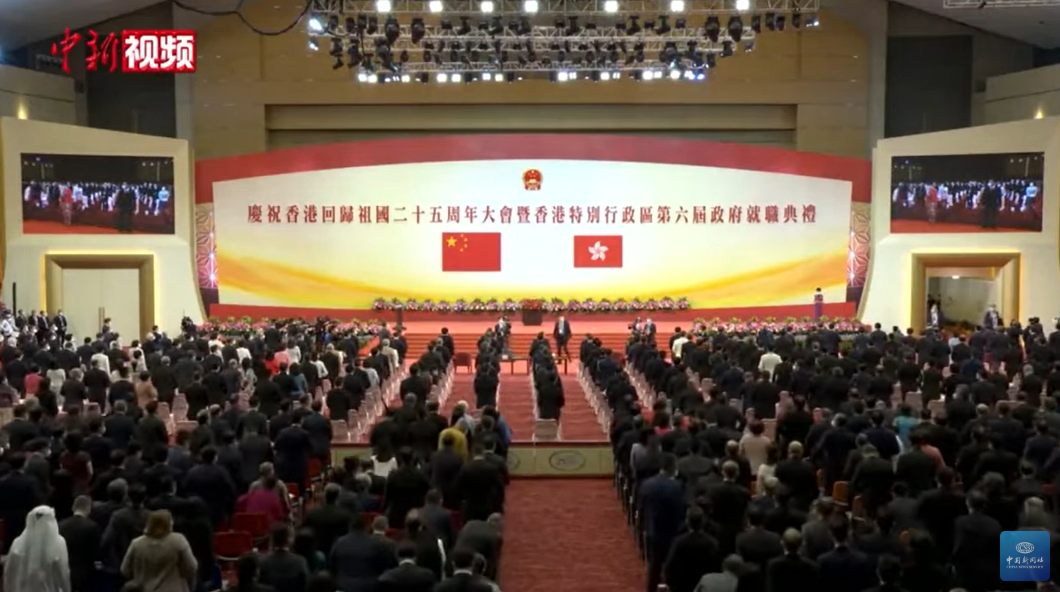
就职典礼在灣仔會議展覽中心新翼大禮堂舉行

慶祝香港回歸祖國25周年大會暨第六屆特區政府就職典禮為香港特區政府為慶祝香港回歸二十五週年而舉辦的活動之一。中共中央總書記習近平出席大會為香港特別行政區第六屆政府主要官員監誓，並發表重要講話。

## 前期準備
- 特區政府要求出席大會及就職典禮的傳媒代表由6月26日起每24小時到社區檢測中心做一次新冠病毒核酸檢測，並在29日入住指定酒店進行嚴格閉環管理，其間不准離開房間。活動開始前3小時，採訪記者須再進行一次核酸檢測，檢測結果為陰性者才可參與採訪。至於灣仔金紫荊廣場舉行的升旗儀式，當局亦要求到場採訪的傳媒須符合同樣的核酸檢測安排，並於採訪當日，出示其過去5天核酸檢測結果短訊，但毋須入住指定酒店。[3]
- 6月28日，香港警務處表示將為習近平提供近身保衛，場地保安及車隊護送，並在其到訪及途經的地區設立核心保安區，周邊範圍則列為保安區。因此，車隊途經的地區，行車及行人天橋需短暫封閉，警方會實施車輛及人流管制。金鐘及灣仔北一帶會受較大影響，會展站需關閉。除外，民航處將於維港兩岸及部分地區設臨時限飛區，小型無人機亦嚴禁使用。[4]

## 出席嘉賓
- 中央政府[5]
  - 中共中央總書記、國家主席、中央軍委主席習近平及夫人彭麗媛[6]
  - 中共中央辦公廳主任兼總書記辦公室主任：丁薛祥
  - 中共中央軍委副主席：許其亮
  - 全國人大常委會副委員長：沈躍躍
  - 國務委員兼外交部長：王毅
  - 全國政協副主席兼國務院港澳辦主任：夏寶龍
- 香港特區
  - 行政長官：林鄭月娥
  - 候任行政長官：李家超
  - 全國政協副主席：梁振英
- 澳門特區
  - 行政長官：賀一誠[7]

## 流程

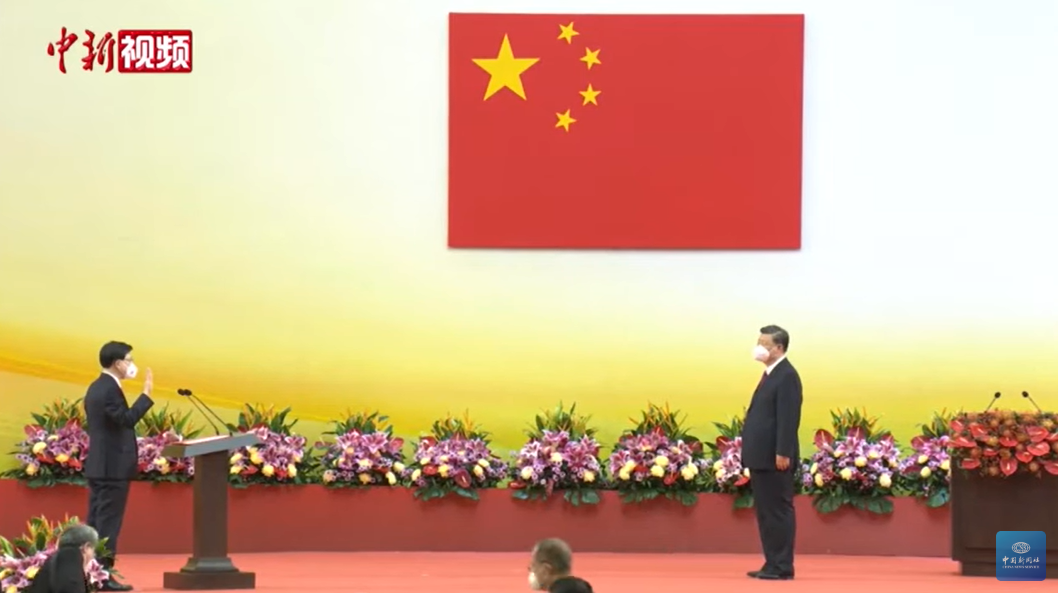
候任行政長官李家超首先宣誓就職，之後由習近平監誓

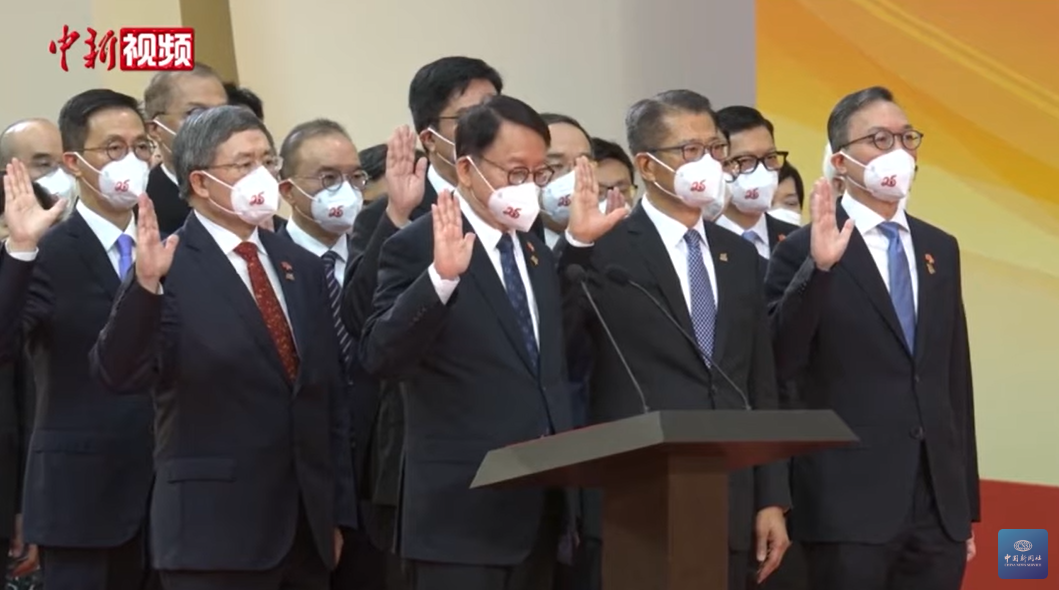
香港特別行政區第六屆政府主要官員在李家超帶領下宣誓就職

上午10時許，慶祝大會暨就職典禮開始。全體起立，奏唱中華人民共和國國歌。
隨後，習近平總書記走上主席台監誓。候任行政長官李家超首先宣誓就職，之後由習近平監誓，香港特別行政區第六屆政府主要官員在李家超帶領下宣誓就職。
隨後，由李家超監誓，香港特別行政區行政會議成員宣誓就職。
隨後，新任特首李家超在主席台上致詞，他表示，能成為第六任行政長官，令他感到無比光榮和亦深知责任重大。他會在其任內全面准确贯彻“一国两制”、“港人治港”、高度自治方针，维护宪法和基本法确定的特别行政区宪制秩序，维护国家主权、安全、发展利益，确保香港长期繁荣稳定，为实现中华民族伟大复兴作出贡献。
當李家超致詞結束後，习近平走上主席台並发表重要讲話。他首先向全体香港居民致以诚挚的问候，再向新就任的第六任行政长官李家超和第六届政府主要官员、行政會議成員表達熱烈祝賀。在重要講話中，習近平强调“一国两制”的根本宗旨是维护国家主权、安全、发展利益，保持香港、澳门长期繁荣稳定，認為没有任何理由改变，必须长期坚持。隨後，他提出4個必須（貫徹「一國兩制」方針、堅持中央全面管治權和保障特別行政區高度自治權相統一、落實「愛國者治港」、保持香港的獨特地位和優勢）和4點希望（著力提高治理水平、不斷增強發展動能、切實排解民生憂難、共同維護和諧穩定），並給候任行政長官寄予厚望。

## 播放時間
慶祝大會暨第六屆特區政府就職典禮將於7月1日早上於以下平台播放：
- 中央广播电视总台中央電視台：綜合頻道（CCTV-1）、新聞頻道（CCTV-13）、央視頻（中國時間09:00-11:15）[10][10]
- 中央广播电视总台中國環球電視網（CGTN）：英語頻道、西班牙語頻道、法語頻道、俄語頻道、阿拉伯語頻道（中國時間09:30-11:15）
- 上海廣播電視台東方衛視（中國時間09:00-11:00）
- 無綫電視翡翠台（粵語版）（香港時間 09:55-11:00）[11]
- 無綫電視明珠台（英語版）（香港時間 09:55-11:00）[12]
- 港台電視31（香港時間 09:55-10:40）[13]
- now新聞台（香港時間 09:55-11:00）
- ViuTV（香港時間 10:00-11:00）
- 鳳凰衛視（香港時間 09:00-11:00）

## 爭議
- 香港記者協會指至少10名記者及攝影人員因「保安理由」而被拒絕採訪七一升旗禮及新一屆政府宣誓儀式。當中包括《香港01》、《南華早報》、《明報》、now新聞台；攝影記者包括《大公報》、《經濟日報》、《香港01》及無綫電視，而政府部門的新聞處及香港電台亦遭拒批。而早前日本朝日新聞、台灣中央社、加拿大《環球郵報》、大型圖片通訊社Getty Images、本地網媒Hong Kong Free Press、香港獨立媒體等未獲得准許報名採訪。[14]新聞行政人員協會批評七一採訪安排極混亂，深感遺憾，認為是嚴重損害公眾知情權。[15] 對此，全國人大前常委范徐麗泰表示，如果當局只是要求另派其他記者，而並非不容許記者採訪，看不到會影響新聞自由；她亦批評一些西方傳媒及不友善勢力抹黑香港。而基本法委員會前副主任梁愛詩表示不相信有傳媒黑名單；而身兼行會成員的立法會議員林健鋒則認為，領導人出席典禮應屬最高規格，有更嚴格要求屬正常，但不評論個別事件。[16][17]